# 朱明跃
朱明跃（1974年6月—），重庆人，土家族，无党派人士。中华人民共和国政治人物、第十三届全国人民代表大会重庆市代表。

## 生平
2018年，朱明跃被选为重庆市出席第十三届全国人民代表大会代表。